# Stefan Knobloch
Stefan Knobloch (* 9. April 1937 in Neiße, Oberschlesien) ist ein deutscher römisch-katholischer Theologe.

## Leben
1956 trat Knobloch in den Orden der Kapuziner ein. Von 1957 bis 1963 studierte Knobloch an der Philosophisch Theologischen Hochschule Eichstätt. 1962 wurde Knobloch zum Priester geweiht. Von 1988 bis 2002 war Knobloch Professor für Pastoraltheologie am Fachbereich Katholische Theologie der Johannes Gutenberg-Universität Mainz.

## Werke (Auswahl)
- Phönix aus der Asche. Alltagslyrik als Wegweiser ins Leben, (gemeinschaftlich mit Daniela Lowarth), Frankfurt am Main 2000
- Praktische Theologie. Ein Lehrbuch für Studium und Pastoral, Freiburg-Basel-Wien 1996
- Was ist Praktische Theologie?, Fribourg 1995
- Mystagogische Seelsorge. Eine lebensgeschichtlich orientierte Pastoral, (gemeinschaftlich mit Herbert Haslinger), Mainz 1991
- Missionarische Gemeindebildung. Zu Geschichte und Zukunft der Volksmission, Passau 1986
- Prediger des Barock. Franz Joseph von Rodt (Schriften zur Religionspädagogik und Kerygmatik, Band 11), Würzburg 1974